# Scratch Massive

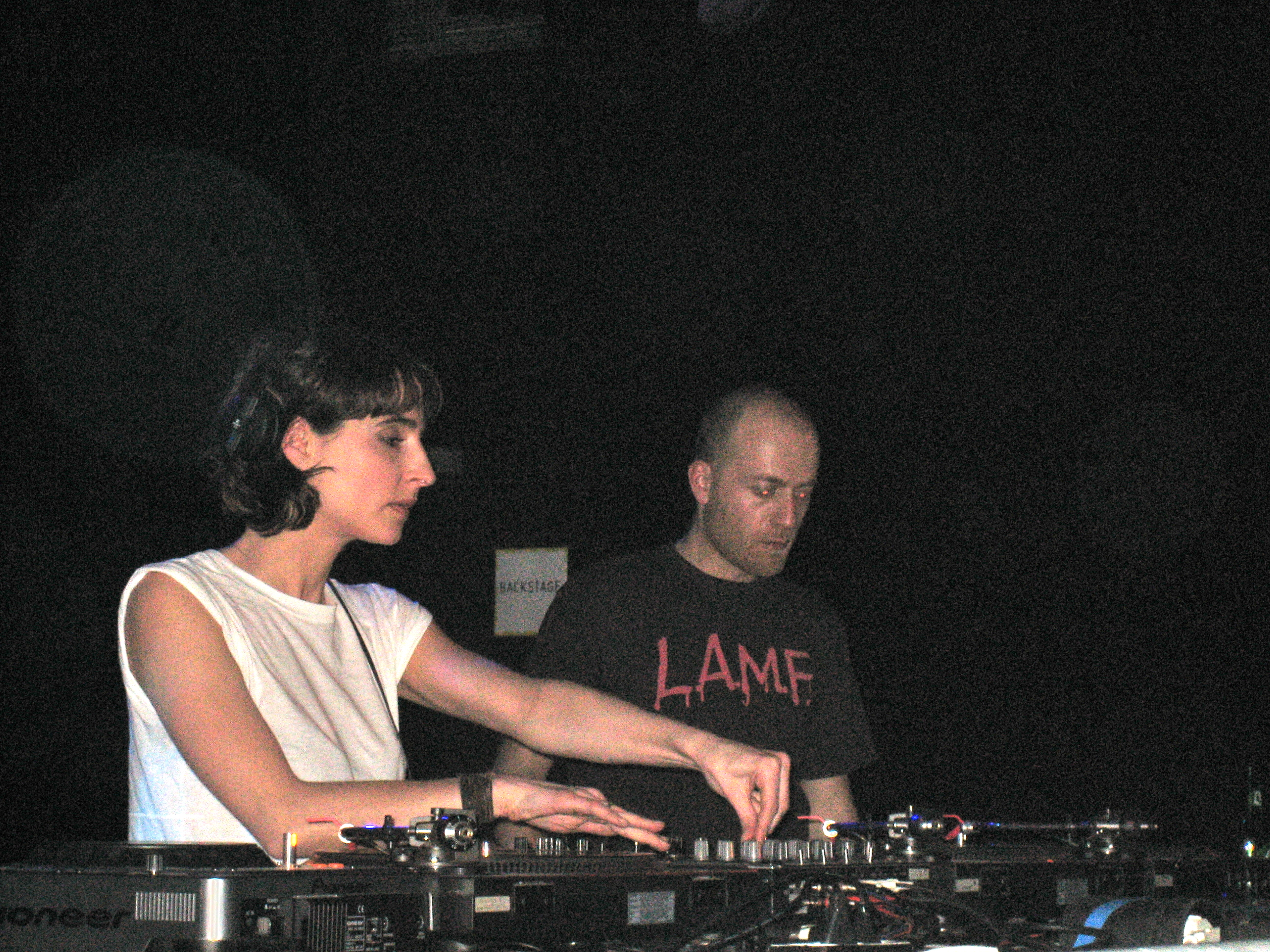
Scratch Massive in der Laiterie in Straßburg

Scratch Massive sind ein französisches DJ- und Produzenten-Duo bestehend aus Maud Geffray und Sébastien Chenut im Bereich Elektronische Tanzmusik aus Saint-Nazaire und Angers.

## Biografie
Erste Musikveröffentlichungen erfolgten mit den Alben Enemy & Lovers (2003), Naked (2005) in Kooperation mit dem Techno-Produzenten Moritz von Oswald, Time (2007) und Joy (2009).
Das Album Nuit de rêve erscheint 2011. Zur Single Paris, auf der Daníel Ágúst Haraldsson von GusGus singt, gibt es ein Musikvideo von Zoe Cassavetes, in dem Cécile Cassel zu sehen ist. Im Jahr 2013 wurde ein Live-Album namens Communion veröffentlicht, das Tracks vom Studioalbun Nuit de rêve enthält. Gastsänger sind darüber hinaus Jimmy Somerville und Chloé
2016 machten Scratch Massive den Soundtrack zum Film Day out of Days.
2017 erschien das von Zoe R. Cassavetes verfilmte Album Junior.

## Diskografie

### Studioalben
- 2003: Enemy & Lovers
- 2005: Naked
- 2007: Time
- 2009: Joy
- 2011: Nuit de rêve

### Soundtracks
- 2007: Broken English
- 2016: Day out of Days
- 2017: Junior

### Livealben
- 2008: Underground needs your money baby
- 2013: Communion

### Singles
- 2017: Sunken